# Lotnisko Sint Denijs-Westrem
Lotnisko Sint Denijs-Westrem – dawne lotnisko w Gandawie, w Belgii. Obsługowało połączenia krajowe. W 1984 r. zostało zamknięte, a na jego terenie wybudowano największe centrum wystawiennicze w Belgii Flanders Expo.